# Sakura (ドラマー)
Sakura（サクラ、本名：櫻澤 泰徳（さくらざわ やすのり）、1969年11月20日 - ）は、日本のドラマー、ギタリスト、音楽プロデューサー。ZIGZO、Rayflower、THE MADCAP LAUGHS、gibkiy gibkiy gibkiyのドラマー。元L'Arc〜en〜Ciel、SONS OF ALL PUSSYSのドラマー。元Lion Headsのギタリスト。L'Arc〜en〜Ciel在籍時から時折本名を名乗っており、現在は本名名義でライブイベントを行うこともある。既婚。

## 来歴
- 1969年11月20日、東京都練馬区桜台に、三兄姉の末っ子として生まれる。
- 1992年12月30日、セッション・ドラマーとして様々なバンドに参加していた中、L'Arc〜en〜Cielのドラマーであったperoが脱退したことに伴い、同バンドからセッションのオファーが来る。セッションを経て、翌1993年1月16日にバンドに正式加入する。
- 1997年2月24日、覚醒剤取締法違反（覚醒剤所持）の現行犯で逮捕される。この逮捕に伴い、L'Arc〜en〜Cielは当面活動中止となった。同年5月、懲役2年・執行猶予3年の判決が言い渡され、同年11月4日にL'Arc〜en〜Cielからsakuraが脱退することが発表された。発表された脱退理由は「音楽性の違いのため」とされていた。なお、L'Arc〜en〜Cielではアルバム4作、シングル7作（脱退後に発表されたリカットシングル含む）の制作に携わっていた。
- 1999年、元MALICE MIZERのTETSU（Vo）、元BY-SEXUALのRYO（Gt）とDEN（Ba）と共にロックバンド、ZIGZO（ジグゾ）を結成。ドラマーとして完全復帰を果たす。アルバム3作、シングル7作をリリースし、数々のライブ・イベント活動を行うが、2002年3月16日に赤坂BLITZでのライブをもって解散。ただ、解散から9年経った2011年11月20日に、自身の誕生日ライブ「暗黒秋櫻」にてZIGZO再結成を発表している。2012年3月17日には赤坂BLITZでライブ「THE 2nd SCENE ZIGZO」開催し、本格的な活動を再開した。
- 2002年、L'Arc〜en〜CielのギタリストであるKenとファッションモデルのEinと共に新たなロックバンド、SONS OF ALL PUSSYSを結成する。同年8月9日の札幌KRAPS HALLでのライブを皮切りに活動を開始し、これまでにミニアルバム3作、シングル1作をリリースしている。ただし、2006年に開催されたライブイベント「天嘉-伍-」に出演して以降、現在まで活動は行われていない。
- 2002年頃から、SONS OF ALL PUSSYSと並行して、Sakura-Die-Nerima名義でロックバンド、Lion Headsを始動する。なお、Sakuraはこのバンドではギタリストとしても活動している。2006年8月23日には、1stアルバム『白、黒、青、赤。』がリリースされている。
- 2009年、SOPHIAの都啓一らと共にロックバンド、Rayflowerを結成。
- 2011年8月17日、元BY-SEXUALのメンバーRYÖとDENと共にロックバンド、BY-SEXを再始動し、アルバム『ago』をリリース。
- 2012年5月25日、高田馬場CLUB PHASEにて行われたライブ「暗黒秋櫻～番外編～」で、aie（deadman、the studs）、清（INSIDE ME、ZIGGYサポート）と共にロックバンド、THE MADCAP LAUGHSを結成することを発表。2014年6月18日には、1stアルバム『THE MIDNIGHT LOVE』がリリースされている。
- 2013年9月27日、富樫春生率いるジャズ・ファンクグループ、梵鉾!/Bom'Bocoのライブに参加。以後のライブにも定期的に参加している。
- 2015年3月9日、「Drummerに音楽的にも、パーソナリティでもスポットライトを」という趣旨のもと、自身主催でドラマーを集めたライブイベント「Busker Noir」（読み：バスカー・ノワール）を開催する。以後も定期的にこのイベントを開催している。なお、このイベントでは、Sakuraが作曲した＜複数台のドラムセットだけで成立する楽曲＞を中心に、毎回テーマに沿った楽曲をドラマーならではの発想でアレンジしていくものになっている。2022年には、Sakuraが作曲した楽曲を集めたアルバム『Busker Noir』がSakura名義で発表されている。
- 2016年2月21日、kazuma（ex.Merry Go Round）、aie（THE MADCAP LAUGHS)、kazu（the god and death stars）と共にロックバンド、gibkiy gibkiy gibkiyを結成。なお、Sakuraは2014年にkazumaとaieが結成したユニット、highfashionparalyzeと"highfashionparalyze+Sakura"名義で国内ツアーを開催していたことがあり、これがバンドの前身となっている。
- 2019年11月20日、50歳の誕生日を記念し、ライブイベント「Sakura 50th Birthday Anniversary "暗黒秋櫻" ～全櫻澤公演 2019～」を開催[1]。これが計10回目のバースデイイベントとなっており、これ以降も毎年誕生日に"暗黒秋櫻"と題したライブイベントを開催している。

### バンド遍歴
- L'Arc〜en〜Ciel（1992年 - 1997年）
  - D'ARK〜EN〜CIEL （1996年）
- ZIGZO（1999年 - 2002年、2012年 - 現在）
- SONS OF ALL PUSSYS（2002年 - 2006年）
- Lion Heads（2006年 - 2007年）
- Rayflower（2009年 - 現在）
- BY-SEX（2011年）
- THE MADCAP LAUGHS（2012年 - 現在）
- 梵鉾!/Bom'Boco（2013年 - 現在）
- gibkiy gibkiy gibkiy（2016年 - 現在）

### ライブサポート・レコーディング参加
（※）L'Arc〜en〜Ciel、ZIGZO、SONS OF ALL PUSSYS、Lion Heads、Rayflower、THE MADCAP LAUGHS、梵鉾!/Bom'Boco、gibkiy gibkiy gibkiyとして開催した公演の他、自身が主催するイベント「暗黒秋櫻」と「Busker Noir」に関連した情報を除く
- 1991年
  - 8月6日、ロックバンド、the HAREM Qにドラマーとして参加し、アルバム『opium』をリリース。翌1992年にオムニバスアルバム『EMERGENCY EXPRESS'1992～surging the next crisis～』収録曲の「LOVE WITH ASPERITY」のレコーディングに参加。
- 1993年
  - 2月24日、ロックバンド、DIE-KÜSSEにドラマーとして参加し、オムニバスアルバム『BRAINTRASH』収録曲の「Lunar Maria」のレコーディングに参加。
- 1998年
  - 10月25日、ロックバンド、FAMEの2ndアルバム『FAME -StAnd by my Soul-』のレコーディングにパーカッションで参加。
- 2002年から2006年まで
  - ロックバンド、MUCCのプロデューサーを務める。
- 2004年
  - 3月14日、HYDE（L'Arc〜en〜Ciel）のソロライブツアー「HYDE 2004 FIRST TOUR 666」のZepp Sendai公演にサプライズゲストとして出演。
- 2004年から2005年まで
  - 恩田快人プロデュースの音楽ユニット、Halfway Musicにサポートドラムとして参加。2005年5月18日に発売された1stアルバム『Halfway Music』のレコーディングにも参加。
  - TAMAMIZU（ex. CASCADE）のソロ名義のライブに参加。ライブ会場限定で発売されたCD「犬の生活/ホテルスイートハイビスカス」のレコーディングにも参加。
- 2004年から2008年まで
  - ロックバンド、シドのプロデューサーを務める。
- 2005年
  - 音楽ユニット、day after tomorrowのテレビ出演時のサポートドラムとして参加。
  - 3月13日、YUKIYA（ex. D≒SIRE、JILS）のソロライブにサポートドラムとして参加。
  - 3月16日、TETSU69（L'Arc〜en〜Ciel）の楽曲「REVERSE」のレコーディングにドラム監修として参加。
  - 5月25日、HAKUEI（ex. PENICILLIN）のシークレットバンド、海賊のライブに臨時のサポートドラムとして参加。
- 2006年
  - 5月26日、Pearlの創業60周年を記念したライヴイベント「Pearl Drums 60th Anniversary OPENING JAM at CLUB CITTA'」に参加[2]。このイベントには自身の他、イアン・ペイス（ディープ・パープル）を筆頭に10名以上のパール・ドラマーが出演している[2]。
- 2007年
  - SOPHIAの都啓一と豊田和貴が結成した、インストゥルメンタルバンド、スペースフィルターズのサポートドラムとして参加。2008年9月17日に発売された1stアルバム『the SPACE FILTERS I』のレコーディングにも参加。
  - 倖田來未のテレビ出演時のサポートドラムとして参加。
  - 4月25日、柴咲コウの3rdアルバム『嬉々♥』収録曲の「嬉々」「regret」のレコーディングに参加。
  - 8月1日、ロックバンド、ARMERIAのシングル「SUPER SONIC BLUE 〜Precious Thing〜」のレコーディングにプロデューサーとして参加。
- 2008年
  - kaoru主催のライブにて音楽ユニット、karasuとしてライブに参加。以後のライブにも定期的に参加している。2009年のライブでは種子田健が参加し3ピースとなった。
  - 8月27日、ロックバンド、176BIZの2ndアルバム『Hello』のレコーディングにプロデューサーとして参加。
  - 12月24日、ロックバンド、MELLOのミニアルバム『MELLO』収録曲の「彩撃のヴェクトル」のレコーディングに参加。
- 2009年から2012年まで
  - ロックバンド、DEAD ENDのMORRIEのソロプロジェクト、Creature Creatureの音源制作に参加。なお、Sakuraは2012年まで、ライブにもサポートドラムとして参加している。
  - ロックバンド、CIRCUIT9のサウンドプロデューサーを務める。
- 2009年
  - 6月17日、GACKTの32ndシングル「Faraway 〜星に願いを〜」の表題曲のレコーディングに参加。
  - 6月24日、GACKTの33rdシングル「LOST ANGELS」収録曲の「No Reason」のレコーディングに参加。
- 2013年
  - 5月14・15日、DEAD ENDのベーシスト、"CRAZY" COOL-JOEと神戸チキンジョージのオーナーMasaru、Sakuraの3人で企画したライブイベント「"CRAZY" Rock Night in Kobe」に出演。
- 2016年
  - 11月27日、新宿LOFTで行われたライブイベント「PARTY ZOO MIDNIGHT」に出演。
- 2017年
  - 1月5日、渋谷RUIDO K2で行われたライブイベント「DRUM☆GODS」に出演。
  - 2月23日、新宿LOFTで行われたライブイベント「PARTY ZOO MIDNIGHT」に出演。
  - 3月12日、佐藤賢治のライブにドラマーとして参加。
  - 7月25日、ロックバンド、FEST VAINQUEURのライブにゲストドラマーとして参加。
  - 11月22日、Ken（L'Arc〜en〜Ciel）主催のライブイベント「PARTY ZOO 2017」に出演。
- 2018年
  - 8月3日、セッションライブイベント「Session 神奈川・横浜 THE CLUB SENSATION」に参加。
  - 9月8日・9日、Moi dix MoisのManaが主催する「Deep Sancutuary Ⅵ～MALICE MIZER 25th Anniversary Special～」に参加。
  - 10月26日、HYDE主宰のハロウィンライブイベント「HALLOWEEN PARTY 2018」にサプライズゲストして参加。
- 2019年
  - 1月13日、浅葱主催のライブイベント「Re-birth vol.9 〜原発が爆発した日を忘れない〜」に出演。
  - 11月19日、中村佳嗣（ex.Eins:Vier）の50歳を祝うライブイベント「中村佳嗣生誕五十年記念祭」に出演。主宰者の中村佳嗣、イベントに参加していたtetsuya（L'Arc〜en〜Ciel）、清春（黒夢、SADS）とステージ上で共演。4人によるセッションでは、tetsuyaのソロ楽曲「蜃気楼」に加え、L'Arc〜en〜Cielの楽曲「Dune」と黒夢の楽曲「BEAMS」「十字架との戯れ」が演奏されている。
- 2020年
  - 3月12日、ライブイベント「Re-birth vol.9 〜原発が爆発した日を忘れない〜」に出演。
  - 10月24日 - 31日、DEAD ENDのベーシスト、"CRAZY" COOL-JOE主催のライブイベント「"CRAZY" Rock Night Vol.4」に出演。
- 2021年
  - 12月11日・12日、ONE MUSIC & Busker Noir主催のライブイベント「EXCITE Drum!!」に出演。
- 2022年
  - 1月29日、MASAKI主催のライブイベント「MASAKI NIGHT 106～ヤマケンサンバナイト～」にゲスト出演。
  - 5月7日、ライブイベント「ROCK TILL DAWN VOL.99 ARTIST NIGHT!」にサポートドラムとして参加。
  - 6月10日 - 18日、DEAD ENDのベーシスト、"CRAZY" COOL-JOE主催のライブイベント「"CRAZY" Rock Night Vol.5」に出演[3]。
  - 7月2日、MASAKI主催のライブイベント「MASAKI NIGHT 113～スペシャルナイト2022～」にゲスト出演。
  - 12月22日・23日、MUCCが開催したライブ「MUCC TOUR 2022「新世界」〜Beginning of the 25th Anniversary〜」にゲスト出演。
- 2023年
  - 12月28日、MUCCが開催したライブ「MUCC 25th Anniversary TOUR Grand Final Bring the End to「Timeless」&「WORLD」」にゲスト出演。
- 2024年
  - 2月13日 - 16日、DEAD ENDのベーシスト、"CRAZY" COOL-JOEの還暦を祝うライブイベント「"CRAZY" COOL-JOE 60th anniversary」にサポートドラムとして参加[4]。
  - 8月24日、DEZERT主催のライブイベント「SUMMER PARTY ZOO 2024」に出演。
  - 10月3日、tetsuya（L'Arc〜en〜Ciel）が結成したトリビュートバンド、Like〜an〜Angelが開催したライブツアー「Like〜an〜Angel CLUB CIRCUIT 2024 L'Arclassic」のSpotify O-EAST公演にサプライズゲストとして出演。Sakuraが参加したセッションでは、L'Arc〜en〜Cielの楽曲「Blame」（第1部公演のみ）と、「I'm so happy」[5]（第2部公演のみ）が演奏されている。
- 2025年
  - 1月18日、ライブイベント「愉快な二人組」に参加。イベントのテーマに合わせ、Sakuraは高野哲とのコンピで参加している。
  - 4月6日、斎藤洸のソロプロジェクト、SNARE COVERのライブ「JAPANESE ROCKの夜明けから未来へつなぐもの その10」にゲストドラマーとして参加。

## 作品

### ソロ

#### アルバム
| | 発売日 | タイトル    | 収録曲 | 備考 |
| --- | --- | ----------- | --- | --- |
| 1st | 2022年11月20日 | Busker Noir | 1. Drums Song #5 (7:44) - written by 吉田トオル & Sakura 2. Drums Song #7 (5:45) - written by 吉田トオル & Sakura 3. Drums Song #4 (6:11) - written by 田浪真悟 & Sakura 4. Drums Song #2 (10:09) - written by 櫻澤泰徳 & Sakura 5. Drums Song #1 (7:03) - written by 夢時 & Sakura | - 備考 - Sakura名義で発表された初の音源集。すべての音源がインストゥルメンタルとなっている。 - タイトルの「Busker」の意訳は英語で「大道芸人」「見せ物」。「Noir」はフランス語で「黒」の他に「罪人」という意味が含まれている。 - 収録曲には、Sakuraが作曲した＜ドラムだけで成り立つ楽曲＞をベーシックにした音源が集められている。制作には、古くからの付き合いのあるキーボーディスト、吉田トオルが参加している。他にはライブイベント「Busker Noir」に参加している夢時、田浪真悟、荒井かずみの3名が参加している。 - Sakuraはこのアルバムを制作した経緯について「「唄モノ」が聴き馴染んだ人からすれば、とても特殊で独特な音楽だろうけど、こうゆう音楽もあるっていう事を知るきっかけになればいいし。だけど「こういった音楽もある」ということを強く伝えたいというわけではなく、ただ単に音源として残しておきたいなと思ったんだ」と述べている。 - クレジット \| - Drums Song #5 - guitar: 夢時 - bass: 田浪真悟 - keyboards: 吉田トオル - drums: Sakura - Drums Song #7 - guitar: 夢時 - bass: 田浪真悟 - keyboards: 吉田トオル - sitar & drums: Sakura \| - Drums Song #4 - guitar: 夢時 - bass: 田浪真悟 - keyboards: 荒井かずみ - drums: Sakura - Drums Song #2 - drums: Sakura - Drums Song #1 - guitar: 夢時 - bass: 田浪真悟 - keyboards: 荒井かずみ - drums: Sakura \| |
| - Drums Song #5 - guitar: 夢時 - bass: 田浪真悟 - keyboards: 吉田トオル - drums: Sakura - Drums Song #7 - guitar: 夢時 - bass: 田浪真悟 - keyboards: 吉田トオル - sitar & drums: Sakura | - Drums Song #4 - guitar: 夢時 - bass: 田浪真悟 - keyboards: 荒井かずみ - drums: Sakura - Drums Song #2 - drums: Sakura - Drums Song #1 - guitar: 夢時 - bass: 田浪真悟 - keyboards: 荒井かずみ - drums: Sakura |             | | |

### バンド・ユニット

#### BY-SEX
|          | 発売日        | タイトル | 規格 | 品番       |
| -------- | ------------- | -------- | ---- | ---------- |
| アルバム | 2011年8月17日 | ago      | CD   | RDSR-70000 |

#### THE MADCAP LAUGHS
|          | 発売日        | タイトル          | 規格 | 品番     |
| -------- | ------------- | ----------------- | ---- | -------- |
| アルバム | 2014年6月18日 | THE MIDNIGHT LOVE | CD   | TMCL-001 |

#### gibkiy gibkiy gibkiy

##### アルバム
|                | 発売日                               | タイトル         | 規格 | 品番     |
| -------------- | ------------------------------------ | ---------------- | ---- | -------- |
| 1st            | 2016年2月24日                        | 不条理種劇       | CD   | PMGG-001 |
| 2nd            | 2017年8月9日                         | In incontinence  | CD   | PMGG-004 |
| ライブアルバム | 2018年6月12日 （ライブ会場限定商品） | LIVE AT CAM HALL | CD   | PMGG-005 |

##### シングル
|              | 発売日                                   | タイトル                                                  | 規格 | 品番     |
| ------------ | ---------------------------------------- | --------------------------------------------------------- | ---- | -------- |
| 1st          | 2016年9月11日 （ライブ会場限定商品）     | I LOVE YOU                                                | CD   | PMGG-002 |
| 2nd          | 2018年10月31日 （ライブ会場限定商品）    | 鬼                                                        | CD   | PMGG-006 |
| 2nd Remaster | 2023年7月19日 （ライブ会場限定商品）     | 鬼 remasterd by ミヤ (MUCC)                               | CD   | PMGG-011 |
| 3rd          | 2019年4月10日 （ライブ会場限定商品）     | 強いられた無から孔から穴へ、マッチポンプの兎は屍          | CD   | PMGG-008 |
| 4th          | 2019年12月20日 （ライブ会場限定商品）    | そして其れは半神半人、顔が墜ちて「c」では無くなりました。 | CD   | PMGG-009 |
| 5th          | 2023年6月6日 （ライブ会場先行発売商品）  | 反吐                                                      | CD   | PMGG-010 |
| 6th          | 2023年9月14日 （ライブ会場先行発売商品） | 生き血                                                    | CD   | PMGG-012 |
| 7th          | 2023年12月6日 （ライブ会場先行発売商品） | 虫唾                                                      | CD   | PMGG-013 |
| 8th          | 2024年7月10日 （ライブ会場限定商品）     | 半死半生                                                  | CD   | PMGG-014 |
| 9th          | 2024年7月20日 （ライブ会場限定商品）     | 反吐 生き血 虫唾                                          | CD   | PMGG-015 |

##### 映像作品
|     | 発売日                                  | タイトル     | 規格 | 品番     |
| --- | --------------------------------------- | ------------ | ---- | -------- |
| 1st | 2016年7月1日 （ライブ会場先行販売商品） | 不完全変態種 | DVD  | PMGD-001 |

### 書籍
| 種別   | 発売日        | タイトル                           | 発行                   |
| ------ | ------------- | ---------------------------------- | ---------------------- |
| 単行本 | 2002年5月18日 | SAKURAのDRUMSWORKS QUICK REFERENCE | シンコー・ミュージック |
| 単行本 | 2002年5月31日 | 櫻澤の本気                         | 音楽専科社             |

## ドラマーとして
即興的かつロジカルなリズム＆グルーヴを生むドラムプレイをみせることが多い。学生時代から複数のバンドにドラマーとして参加していたこともあり、ロック以外の様々な音楽ジャンルのエッセンスを内包したプレイをみせており、エネルギッシュでありながらロジカルで、歌っているようなドラムプレイが特徴となっている。なお、Sakuraがドラムを始めたころは、周りに「体育会系で、当時のヘヴィメタル／ハードロックシーンを見ると、肉感的な諸先輩方が多かった」というが、「ドラムは力で叩くもんじゃないと思っていた」「スタイリッシュに楽して叩こうぜって、ずっと思っていた」と述懐している。
Sakura曰く、学生時代は1週間のうち3～4日はどこかのバンドでスタジオに入っていたという。なお、この頃、年齢が20歳近く離れたメンバーが集まっているファンクバンドにも誘われ、セッションドラマーとして参加していた。このバンドを通じて、「通常とは異なるクリックの合わせ方をしたリズムトレーニング法を教えてもらった」といい、「リズムの正確さで成り立たせる音楽を志すじゃなくて、アカデミックな部分での練習、フィジカルトレーニングと捉えると、色んなリズムアプローチが広がるよなという意味で勉強になった」「クリック音を2拍目と4拍目に見立ててリズムとったり、八分の裏に見立ててとか、三連符の三つ目に見立ててリズムをとったりと、鍛えられたかなぁ」と述懐している。
また、プレイの中でジャズ的なアプローチをみせることも多いが、これはキャバレーの箱バンドでドラムを叩いていた頃に、ジャズやラテン、そして演歌に至るまで色々なジャンルの音楽を演奏する経験をしていたことが大きかったという。「ドラム演奏の基本は8ビートではない」と語っており、「ジャズがなければ（今の）ドラムセットはなかったわけで、ドラムセットを演奏する上でジャズアプローチは避けては通れないと思っている」「ドラム演奏の基本というか、根幹になるものはジャズなんだ。この事は、櫻澤のレッスンでそれなりにスキルがある生徒には常々言っている。ジャズアプローチで起こりうるフレーズや、リズムパターン云々が重要ではなくて、ドラムという楽器を通して自分の唄いたいことを表現したり、他の演奏メンバーと楽器で会話をするというのが、楽器を演奏する上では、音楽的でとても重要な事だと思うんだ。これは、あくまでも演奏者からの視点であり、感覚なんだけどね」と述べている。
1993年から1997年にかけて在籍していたL'Arc〜en〜Cielにおいても、当時のロックバンドのドラマーが表現する力強い野性みのあるドラムとは違ったアプローチをみせており、例えばポップなメロディがのせられた楽曲「Blurry Eyes」の制作で変拍子やポリリズムを取り入れたアプローチで演奏する試みを行っていた。なお、「Blurry Eyes」について「ふつうに聴こえつつも、そうではないところがラルクらしい」と印象を語っている。他には、ジャズやボサノヴァの要素を取り入れてドラム録りを行っていたこともある。また、L'Arc〜en〜Ciel加入当初から、楽曲によってドラムスティックの握り方（レギュラーグリップ、マッチドグリップ）を頻繁に変えていた。さらに、2009年にSOPHIAの都啓一らと結成したロックバンド、Rayflowerでは、定期的にアコースティックコンサートを行っているが、このコンサートではジャズやボサノヴァの要素を取り込んだリアレンジバージョンでドラムをプレイすることが多い。
レコーディングにおいて、微妙な周波数の違いや音の広がり、マイクのセッティング（マイキング）に関してこだわりを強く持っている。L'Arc〜en〜Cielに在籍していた頃には、暇さえあればずっとドラムのチューニングをしていた時期があったという。ただ、ライブイベントに出演したときの空き時間に、舞台袖で延々とチューニングをしていたため、見かねた所属事務所の社長から「チューナーを雇え」と言われたことがあったという。チューニングについて「ちゃんとコアに音楽やってる人からすると（ドラムのチューニングに意識が向かうのは）当たり前」と述べている。なお、Sakuraがプロデュースを担当していたことのあるロックバンド、MUCCでギターを務めるミヤは、チューニングについて「Sakuraさんは職業チューナーとまた違って、チューニングにミュージシャンらしい部分があるんです。つまり、ミュージシャン目線と制作現場目線の両方を持っている」と語っている。
影響を受けたあるいは好きなドラマーとして、スチュワート・コープランドやテリー・ボジオ、イアン・ペイス、ビル・ブルーフォード、トニー・ウィリアムス、村上“PONTA”秀一などの名前をあげている。イアン・ペイスとは同じステージで共演したことがあり、同氏が来日した際にはよく食事をしていたという。また、自身がローディーを務めていた湊雅史（DEAD END）からの影響も多く、湊から一番影響を受けたところに関し「音楽家としての感性の部分」と述べている。「湊さんは、"俺の持つイメージは音楽的なところやフレーズがどうのではなくて映像はこうで、一人の男が立っていて…、その中に物語があってとか、静止画があってそれが続いている"とか抽象的な事を語ってくれるんだ。湊さんの感性を知る上で、ドラムの難しい手順やフレーズを教えてもらうより、こういった抽象的な話のほうが、俺にとっては分かりやすかったし、凄く影響を受けた」と語っている。

## 使用機材
基本的なドラムセットは、ワンバスをベースに、多数のタムとシンバルで構成されていおり、様々なバンドでドラムを担当していることもあり、ステージによって異なるセットを使い分けている。1993年に加入したL'Arc〜en〜Ciel、1999年に結成したZIGZOで活動していた頃は、26インチのバスドラムを主に採用していた。また、当時はドラムシェルが全てメイプルで、ワンバスの代わりに多種多数のタム、シンバルを使っていた。実際、L'Arc〜en〜Cielのインディーズ時代や、1995年に開催したライブ「TOUR heavenly '95 final」のときには、同バンドの後任ドラマーであるyukihiroに匹敵するほどの多点セットを組み込んでいた。また、L'Arc〜en〜Cielとして1996年に発表した楽曲「flower」のミュージック・ビデオ撮影のときに、キャノンタムを使用していたが、これはビル・ブルーフォードからの影響で導入されたものだという。
2011年までは、2005年に製作したPearlのカスタム・モデルを導入していた。このセットには、内面にカーボンクロスを貼り付けた6プライ・メイプル、22"×22"BD（レッグを外しバスドラムアンカーを装着）、10"×8"TT、12"×8"TT、14"×12"TT、16"×12"TTが組まれていた。なお、ラックを導入しているが、スタンド類はストレートで統一されていた。そして2012年に行われたZIGZOの再結成公演では、海外発注したというPearlのアクリル製キットを使用し、24"×16"BD、14"×8"TT、16"×16"FT、18"×16"FTを搭載。タムとライドシンバルを、バスドラムに取り付けたホルダーからセッティングしていた。また、2009年から活動を開始したRayflowerでアコースティックライブを行う際は、コンガをメインとしたセッティング、ジャズ風のアプローチで組んだセッティングなど楽曲の雰囲気に合わせたセットを導入している。
レコーディングでも様々なドラムセットを使用している。L'Arc〜en〜Cielが1995年に発表したアルバム『heavenly』と楽曲「Brilliant Years」の計11曲のレコーディングでは、全部で9つのドラムセットを楽曲毎に使い分けていた。このアルバムレコーディングを振り返り、S「機材的にはシンバル選びに気をつかって、大きく2パターンに分けたんです。いわゆるロック系の突き抜けるような、周波数的に高い部分を多く含んだシンバル。もう1パターンは音量自体は小さいけど、深みのあるシンバル。それを使い分けた。タム系も胴のあるふつうのものと、ロート・タムを使い分けたり。バス・ドラムも今回は3種類を使い分けたんですよね。20、24、26インチを。日本のポピュラー・ミュージックに多く使われる22インチをあえて使わなかった」と当時述べていた。なお、バスドラムを使い分ける理由について「ベーシックを24インチに考えて、ベース・ラインの流れにアクセントとなるような音が欲しいときに20インチを、ベースと絡むようなバスドラにしたいときに24や26インチだったりした。24インチはベースと周波数が合ってきれいだけど、26インチになるとベースよりも下の音が出るんです。叩き方によってバス・ドラムの音程がハッキリ出てきて、ベースとおもしろい絡み方ができる」と語っていたことがある。他には、1996年に発表された同バンドの楽曲「Lies and Truth」の制作では、エレクトリック・ドラムを導入していた。
2017年には、Pearlで行われたスネアドラムをデザインするコンテスト「Colors Infinity Snare Drums Collection」に、自身がデザインしたスネアを提供している。この企画では全150種のデザインが集められており、人気投票を行った結果、Sakuraがデザインしたスネアドラムが1位となった。なお、この入賞したスネアは「自分が持っていなかったら買ってくれたキッズ達をガッカリさせることになる」という考えから、2017年12月開催のRayflowerの新潟公演で使用されている。なお、Sakuraがこのスネアを取り寄せるに至ったきっかけは、自身が開催するドラムレッスンに来た生徒がそれを持ってきていたことだったという。ちなみにSakuraが取り寄せたバージョンは、Masters Maple Completeの6プライ14"5.5"で、フープ等の色はPearlの気配りにより黒色仕様となっている。また、現在までにPearlから、ドラムスティックとスネアドラムのシグネイチャーモデルが販売されている。
- Pearl 160H 櫻澤泰徳 Signature Drumstick

Sakuraが監修したドラムスティック。クリアラッカー仕上げで、手書きイラストとS.O.A.P.（＝SONS OF ALL PUSSYS）のロゴが入っている。
- Pearl YS1455S/B Sakura Signature Snare Drum

2020年11月20日にPearlから発売された自身初のシグネイチャースネアドラム。シェル材質は、Pearlのドラム製作において長年使い続けているメイプルを使用。空気穴、内面黒ラッカー仕様など、Sakuraならではの拘りが反映されたものとなっている。

## 人物
- 東京都練馬区出身。三兄姉の末っ子で[22]、兄とは7つ年齢が離れている[22]。父親は、呉服や宝石などを扱う他県にも支社を持つ企業の経営者で、厳格な人物だったという[22][23][7]。子供の頃を振り返り、「子供の頃から受験とかそういうのを考えて、知らないうちに線路を引いてたんだよね。中学受験で大学のことまで考えちゃってさ[23]」「"アレ、ちょっと待て！これ、やりてぇことか？"って思いもありつつ勉強してたなぁ。家庭教師つけられて…贅沢だけどねぇ[23]」「俺も最終的には大学を卒業して、親族会社の一員になる人生を歩まされるんだろうなぁと思うとすっごい憂鬱だった[7]」と述懐している。なお、中学受験を経て、京華中学高等学校に進学している。
  - 子供の頃は兄によく遊んでもらっていたという。兄の人物像について「出来た兄貴[24]」「無言実行。愚痴ひとつこぼさない。自分の苦境にも[22]」「兄貴はすごかったよ。俺と違ってスパルタ教育だったからね[22]」「俺から見たら厳しくされてるだけなのにさ、お袋が具合悪かったら飯とか作ってたもん[22]」と語っている。
  - なお、実家は近所で有名な邸宅だったようで、練馬出身のヒップホップMC、D.Oは小学生の頃にSakuraの家の庭の掃除や草むしりなどの手伝いをし、家の人からお小遣いをもらっていたことがあったという。このエピソードは、D.Oが2019年に発表した著書『悪党の詩 D.O自伝』にて明かされている。
- 初めて触った楽器は、兄の持っていたフォーク・ギターだった[25]。その後ジョン・テイラー（デュラン・デュラン）に憧れて人から借りたベースを弾き始め[7][25]、最終的にドラムで遊ぶようになったという[25]。そして、「ドラムを叩きたい」という思いから、高校ではブラスバンド部に入ったという[26]。ちなみに、ドラムを始めたきっかけは「数ある楽器の中で、自分にとってドラムが一番簡単そうに見えたから」だったといい[7]、「やっていく中で奥深さがあることが分かった」と語っている[7]。
- 高校在学中に、友人のいるバンドがライブをやることになり、それを機にアマチュアバンドの手伝いを始めたという[27]。ただ、この当時は「バンドって結構チャラチャラしてるイメージがあった[27]」といい、「出来もしないのに出来てるふりをするのがすごいイヤだった[27]」「"出来ないから、皆で頑張ろう！"なんて、ふざけんな！って思ってた[27]」と語っている。そのため、1年間は一人でドラムを練習する時間に費やしたといい[27][28]、「パーマネントでどっかのバンドに属するって形は一切取らなかった[28]」と述懐している。なお、当時を振り返り「進学校ということもあり二学期にもなると、大学受験を控えた三年生は、毎週水曜日だけの登校だった。将来はプロドラマーになろうとしていたから、受験勉強に勤しむ同級生を尻目に、スティックを握りしめほぼ毎日登校していた[29]」と述べている。
  - また、高校生の頃は、髪を金髪に染めたり部活に行かなくなる時期もあったというが[26]、「ちゃんと（ヤンキーを）やってる人に比べれば全然中途半端だった[26]」「学校自体、中途半端だから。ファッション・ヤンキーな奴が多かった[26]」と述懐している。ちなみに、自身にとっての初めてのライブは高校3年生の頃で、オリジナル曲を演奏する平均年齢が30代のバンドだったという[28]。
- 大学進学を決めるタイミングで、両親に「音楽やりたい[28]」と打ち明け、「音響に関してはどんなジャンルをやるにしても、ドラマーとしては知識として損はない[7]」という考えから、音響に関する専門学校（PA・レコーディングエンジニア科）に進むことにしている[7][30]。専門学校では、ソルフェージュの訓練や[7]、マルチトラック・レコーダー、YAMAHA DX7、YAMAHA QY10を使った授業[7]などを受けていたという。2023年に受けたインタビューの中で、専門学校時代を振り返り「音楽制作に関係した外的な知識を得たかもしれない[7]」「同期の中にはKORGのお偉いさんになっちゃった子もいるし、照明オペレーターとしてそれなりのポジションになった子もいるし。コンサート制作会社のそれなりのポジションになった子もいたな。同期でプレイヤーになったのは俺くらいかもしれない[7]」と述懐している。なお、専門学校に進むことに対し両親から反対があったが、兄が陰で「末っ子には自分の好きな道を歩ませたい[7]」と説得してくれていたことをのちに知ったという[7][30]。
- L'Arc〜en〜Cielに加入する以前は、セッションドラマーとして、Speak easy、the HAREM Q、DIE-KÜSSE、Smell of the Bananaなど、様々なバンドのライブに参加したり、バンドのローディーをしていた。なお、様々な現場に顔を出していたことからミュージシャンと知り合う機会が多くあったようで、RIKIJI（Oblivion Dust）とは共にローディーをしていた頃に出会ったという[29]。また、キャバレーなどで箱バンドとして活動していたこともあった[31]。このように、L'Arc〜en〜Cielに入るまで、1つのバンドだけに関わるような音楽活動をしたことがなかったという。
  - DEAD ENDのドラマー、湊雅史のローディーを務めていたことがある。Sakura曰く、初めてDEAD ENDの現場に行ったのは、1989年に発表された4thアルバム『ZERO』のプリプロが行われていたスタジオだったという[29]。その後、アルバムを引っ提げたツアーにも帯同している[29]。なお、SakuraはDEAD ENDについて「4人は櫻澤にとって、特別な存在、多大な影響を受けた方々、憧れ続ける対象、尊敬している人達…。DEAD ENDなくして、今の櫻澤は存在していなかっただろうと思う[29]」と語っている。
  - ちなみに、DEAD ENDのローディーを務めることになったのは、当時とあるインディーズメタルバンドで手伝いをしていた頃に、そのバンドの女性スタッフから、DEAD ENDのマネージャーを紹介してもらったことがきっかけだったという[29]。余談だが、DEAD ENDのマネージャーはのちにDIE IN CRIESのマネージャーを務めることになる[29]。そしてそのマネージャーは、DIE IN CRIESと同じ事務所に所属していたL'Arc〜en〜Cielでリーダ兼ベーシストを務めるtetsuyaに、Sakuraの連絡先を教えたという[29]。こういった経緯があり、L'Arc〜en〜Cielの初代ドラマー、peroが抜けた後にtetsuyaからSakuraにセッションのオファーが来ることになった[29]。余談だが、tetsuya（L'Arc〜en〜Ciel）がアマチュア時代にアルバイトしていたレコード店に、DEAD ENDのメンバーが出入りしていたことから、Sakuraとtetsuyaは直接知り合ってはいないものの同じ空間に居合わせていたことがあった。
  - 湊雅史のローディーを務めていたことから、様々な音源制作の場に居合わせていたという。この当時、泉谷しげる with LOSERで湊がドラムを叩く現場や[7]、忌野清志郎と湊がレコーディングをしている山中湖のスタジオにも居たという[7]。
  - なお、1999年に若くして亡くなったKami（MALICE MIZER）の師にあたる[32]。2018年には同バンドのManaとKöziがMALICE MIZERの結成25周年を記念し、豊洲PITで開催したライブイベント「Deep Sanctuary Ⅵ 〜MALICE MIZER 25th Anniversary Special〜」にSakuraが招聘されている[32]。Sakuraはこの公演で、Kamiが使用していた紫のドラムセットを再現したうえで演奏を行っている[32]。
- 1993年1月にL'Arc〜en〜Cielに入ることになるが、加入を決めた経緯について「今までは、いろいろなバンドをかけもちしたりして楽しんでいたんで、一つのバンドでやっていくというのは気持ちの切り替えも必要だったし。今までやってきたこととは音楽的にも全然違うから、セッションで合わせた時も、確かにギャップのようなものは感じたんですよ。でも、年齢的にもたいして変わらないし、聴いて来た音楽のルーツにもそう違いはないんじゃないかと。そこから枝分かれしたものが重なって、また面白いものが出来るんじゃないかとも思ったし。その上で"ぜひとも、一緒にやりたい"とふんぎりがつきましたね[33]」と当時語っている。また、2006年のtetsuyaとの対談では「お決まりの曲を、お決まりのようにしか出来ない人たちだろうって思ってたのね。でも、（初めて音を出した）その時に、普通に音を出しても、曲になりそうな断片的なフレーズとかセッションが出来てて、すごい感銘を受けた[34]」「すごい興味あったし。むしろ"入れろ、入れろ"って言った覚えもある（笑）[34]」と加入当時を述懐している。
  - hydeは最初のsakuraとのセッションを振り返り「上手いなぁ、と思いました。変わったドラムを叩く人だな、と。ヘンなことをしてるんだけど（笑）。キッチリした上でやっているという感じの人ですね[33]」と述懐している。また、kenは「僕は、会ったその日からベラベラと話してて（笑）…話しやすい人だと思いました[33]」と当時を振り返っている。
  - L'Arc〜en〜Cielの楽曲の中で、sakuraに作曲クレジットがついているものは少ないが、アレンジの面でkenとともに中心的な役割を担っていた。tetsuyaは2006年にsakuraとの楽曲制作を振り返り、「sakuraとやってね、思ったのは曲をアレンジする上で、すごくいろいろ勉強になりましたね。アレンジではそこまで考えてなかったとこまで、sakuraは考えてたから。既に[35]」と述懐している。なお、L'Arc〜en〜Cielの3rdアルバム『heavenly』に収録された楽曲「静かな海で」は、作曲クレジットが"L'Arc〜en〜Ciel"となっているが、原案はsakuraが手掛けている[36]。
- 1997年にL'Arc〜en〜Cielを脱退したが、今でもバンドメンバーと親交があり、ライブで度々共演している。ちなみに、自身と入れ替わるかたちでL'Arc〜en〜Cielのメンバーとなったyukihiroとは、KenとSakuraが2002年に結成したロックバンド、SONS OF ALL PUSSYSが主宰したライブイベント「BUBBLE FESTiVAL」で共演したことがある。
  - hyde - 2004年に開催されたHYDEのソロ名義でのライブツアー「2004 FIRST TOUR 666」にドラマーとしてゲスト参加し、L'Arc〜en〜Cielの楽曲「I'm so happy」を披露。他にも、2018年に行われたHYDE主宰のライブイベント「HALLOWEEN PARTY 2018」に出演し、HYDEと「Entichers」を披露している。
  - ken - 2002年にKenとファッションモデルのEinと共に、ロックバンド、SONS OF ALL PUSSYSを結成し活動。2017年に行われたKen主宰のライブイベント「PARTY ZOO 2017」に出演している。2024年には、DEZERT主催のライブイベント「SUMMER PARTY ZOO 2024」に2人が出演し、セッションを行っている。
  - tetsuya - 2005年にTETSU69がリリースした楽曲「REVERSE」のレコーディングにドラム監修で参加。2006年には音楽雑誌『R&R NEWSMAKER』（2006年10月号）で対談している他、2019年に行われたライブイベント「中村佳嗣生誕五十年記念祭」に2人揃って出演し、「Dune」を含めた3曲のセッションを披露。2024年には、tetsuyaが結成したL'Arc〜en〜Cielのトリビュートバンド、Like〜an〜Angelのライブにサプライズゲストとして参加しており、「Blame」と「I'm so happy」を演奏している。
- 現在は、ZIGZO、Rayflower、gibkiy gibkiy gibkiyの3バンドを中心に活動している。ZIGZOとgibkiy gibkiy gibkiyでは、Sakuraはドラマーとしてだけでなく、レコーディング・エンジニアとしても制作に参加している[8]。また、自身主催のドラマーを集めたライブイベント「Busker Noir」を定期的に行っている。なお、このイベントで、自身が書き貯めた"ドラム楽曲"を披露している[37]。2016年11月20日に行われた「Busker Noir」では、村上“PONTA”秀一[37]、仙波清彦[37]、五十嵐公太[37]、永井利光[37]、風間弘行[37]、KAZI[37]、楓[37]、篤人[37]といったドラマーを招聘しており、集大成的な内容でライブが行われた[37]。なお、これまでにジャズドラマーの力武誠や[14]、DUTTCH（UZMK）[14]などもこのイベントに参加している。
  - 2002年頃からは、バンドの音源制作の場でプロデューサーも担当するようになっている。始めた当初はドラムのチューニングをメインとしたサウンドメイキングを担当していたという[7]。なお、ロックバンドのMUCCは、この当時からSakuraのプロデュースを受けていた。ミヤ（MUCC）は、プロデューサーとしてのSakuraの印象について「ミュージシャン以前の部分としての美意識だったり、そういう感覚の面で共鳴できるところが多いから、一緒にいて心地いい[38]」「Sakuraさんにレコーディングに参加してもらってからの長年の制作で、俺が見て盗んだ“プロデューサーとしての動き”っていうものが相当ある[38]」と述べている。
  - 近年では、ドラムレッスンも精力的に開催している。講師を始めたのは、前記のイベント「Busker Noir」を東京都内で開催するうちに、「関西エリアでも開催したい[7]」と思うようになったことが発端であった[7]。予算の兼ね合いもあり、関西でのイベント実施が難しいと考えていた中で、音楽スタジオを運営するBASS ON TOPグループの役員を務めていた友人から「Sakuraくん、うちのスタジオでドラムセミナーやってよ[7]」と依頼が来たという[7]。「系列店でBusker Noirが開催できるかもしれない[7]」と考えたSakuraは、「依頼されているドラムセミナー引き受けるよ。どうせなら、そのセミナーを皮切りに御社の大阪のスタジオで定期的なドラムレッスンやらせてもらえないか[7]」と提案し、定期的にドラムレッスンを催すようになった[7]。Sakuraはレッスンを行うことについて「ドラムセミナーは、小説や漫画に例えると1話完結の読み切り作品みたいなモノで、限られた時間で不特定多数を対象にしたものだから、教えたいことが制限されてしまう。それに対して、定期的なレッスンは特定数を対象とした連載作品みたいなものだから、回数は重ねることになるけど、受講生のニーズに合わせて教えたいことを伝えることが出来る[7]」と述べている。

### 趣味・嗜好
- L'Arc〜en〜Cielの他のメンバーと同様に、学生時代はDEAD ENDやポリス[7]、日本国内外のHR/HM、デュラン・デュラン[7]やスパンダーバレエ[7]といった1970年代から1980年代に隆盛を迎えたニュー・ウェイヴ/ニューロマンティックを聴いていた。なお、Sakura曰く「ドラムを叩きたい」と思わせてくれたプレイヤーは、スチュワート・コープランド（ポリス）だったという[7]。
  - 高校生の頃は、いわゆるジャパメタも好んで聴いており、44MAGNUM[39]やMARINO[39]、X-RAY[39]、BLIZARD[39]などのバンドを愛聴していた。
  - 他には、兄の影響でビートルズ[40]やクイーン[7]、箱バンドでセッションドラマーとして活動していた経緯もあり[31]ジャズも好んで聴いていた。1994年に受けた音楽誌のインタビューの中で、好きな音楽について「挙げたらキリがないですよ。70年代のハード・ロックも聴くし、ひと昔前のジャズ、今ならブルー・ノート・レーベルから出てるヤツとか…。昔のアルバムは、ミュージシャンがどこにいて、どんな表情で演奏しているのかも、聴いているだけで伝わってくるじゃないですか。そういうところがいいんですよ[41]」と述べている。
- 母親がホラー映画好きだったことから、子供の頃は一緒に映画を観ることが多かったという[42]。その影響からか、幼少期に「世界の七不思議」や「ノストラダムスの大予言」「バミューダ・トライアングル」といったオカルトに関連した本や作品を読み漁っていた[42]。また、プロレスが好きで、かつてプロレス雑誌を毎週読んでいたという。
- L'Arc〜en〜Cielに在籍していたころは、花をモチーフとしたペイントを、顔から上半身にかけて描いて登場することが多かった。シグネイチャーモデルのスティックやスネアドラムにも花模様が描かれている。なお、刺青を入れずペイントを描いていた理由について、「（刺青は）痛いし、あとで黒じゃなくなるのが嫌だから」と述べている。
- 人前で歌うのが苦手らしく、ボーカルを担当することは少ない。ただし、L'Arc〜en〜Cielのライブでは「予感」や「I'm so happy」といった楽曲を披露する際に、コーラスを担当していた。また、Ken（L'Arc〜en〜Ciel）と2002年に結成したロックバンド、SONS OF ALL PUSSYSでは、3rdミニアルバム『high』に収録された楽曲「S.O.A.P. 100%」でラップを披露している。
- 黒を好み、カーテンなどのインテリアや衣服に至るまで黒色のものを愛用している。ドラム・スティックに関しても黒色のものを使っていたことがあった。
- ドラムの演奏中に時折、喫煙していることがある。なお、喫煙している様子はL'Arc〜en〜Cielの楽曲「Blurry Eyes」のミュージック・ビデオでも確認することができる。
  - 2011年頃にはガラム・メンソールとセブンスターを愛煙していた。2017年時点では、電子タバコを吸っているところも確認されている。
  - L'Arc〜en〜Cielで共に活動していたkenもタバコを演奏中に吸うことがあるが、kenが喫煙しているのを確認できるのはsakuraがバンドを脱退した後からである。そのため、「kenはsakura脱退をきっかけに、演奏しながら喫煙し始めた」と言われているが、真偽のほどは定かでない。